# Mandolin Hills
Die Mandolin Hills sind eine Gruppe bis zu 300 m hoher Nunatakker im nordwestlichen Palmerland auf der Antarktischen Halbinsel. Sie ragen 14 km östlich des Mount Noel in den Traverse Mountains auf.
Das UK Antarctic Place-Names Committee benannte sie 1977 deskriptiv, da sie in der Aufsicht an eine Mandoline erinnern.